# Son nom est Dalida
Albums de Dalida
Miguel
(1957)
Son nom est Dalida est le premier album en français de la chanteuse Dalida, publié en 1957, par Barclay Records (numéro de catalogue 80055). En 2002, Barclay Records, une division d'Universal Music France, a publié une version remasterisé de la version originale en CD et en vinyle de 25 cm, sous le même nom, et aussi reconditionné comme Bambino, Volume 1 en 2005.

## Contenu
L'album contient le premier simple du répertoire de Dalida, Bambino et la première chanson sortie : Madona. Dans cet album, le style est plus exotique, orchestral et italien que pop. La transition vers la musique pop aura lieu plus tard dans sa discographie.

## La liste des pistes
Barclay - 80.055.
| 1. | Bambino       | Giuseppe Fanciulli et Jacques Larue      | 3:31 |
| 2. | Fado          | Henri Decker et Michèle Vendôme          | 3:37 |
| 3. | Aime-moi      | Jacques Datin et Maurice Vidalin         | 2:48 |
| 4. | Flamenco Bleu | Eddy Marnay, Larry Wagner et Louis Gasté | 2:23 |
| 5. | Le torrent    | Pierre Delanoë et Pierre Havet           | 2:54 |

| Face B | Face B           | Face B                                                 | Face B | Face B | Face B | Face B | Face B | Face B | Face B |
| No     | Titre            | Auteur                                                 | Durée  |        |        |        |        |        |        |
| ------ | ---------------- | ------------------------------------------------------ | ------ | ------ | ------ | ------ | ------ | ------ | ------ |
| 1.     | Madona           | Caco Velho, Diritini et Marc Lanjean                   | 3:04   |        |        |        |        |        |        |
| 2.     | Guitare Flamenco | Charles Dumont, Claude Delecluse et Michelle Senlis    | 3:06   |        |        |        |        |        |        |
| 3.     | Gitane           | Charles Dumont et Maurice Robin                        | 2:55   |        |        |        |        |        |        |
| 4.     | Mon cœur va      | Charles Dumont et Robert Chabrier                      | 2:52   |        |        |        |        |        |        |
| 5.     | La violetera     | Albert Willemetz, José Padilla Sánchez et Jean Granier | 3:48   |        |        |        |        |        |        |
| 30:58  |                  |                                                        |        |        |        |        |        |        |        |

## Singles
- 1956 Madona, aussi "Volume 1"
- 1956 La Violetera, aussi un "Volume 2"
- 1956 Bambino, aussi "Volume 3"